# Fleischmanns
Fleischmanns es una villa ubicada en el condado de Delaware en el estado estadounidense de Nueva York. En el año 2000 tenía una población de 351 habitantes y una densidad poblacional de 203 personas por km².

## Geografía
Fleischmanns se encuentra ubicada en las coordenadas 42°9′8″N 74°31′18″O / 42.15222, -74.52167.

## Demografía
Según la Oficina del Censo en 2000 los ingresos medios por hogar en la localidad eran de $28,500, y los ingresos medios por familia eran $37,708. Los hombres tenían unos ingresos medios de $20,208 frente a los $21,563 para las mujeres. La renta per cápita para la localidad era de $14,914. Alrededor del 21.7% de la población estaban por debajo del umbral de pobreza.